# Maurice Cawa
Maurice Cawa (23 gennaio 1974) è un ex calciatore francese neocaledoniano, di ruolo centrocampista.

## Caratteristiche tecniche
Era un mediano.

## Carriera

### Nazionale
Ha debuttato in Nazionale il 6 luglio 2002, in Figi-Nuova Caledonia (2-1). Ha messo a segno la sua prima rete con la maglia della Nazionale il 3 luglio 2003, in Nuova Caledonia-Tonga (4-0), siglando la rete del momentaneo 3-0 al minuto 54. Ha partecipato, con la Nazionale, alla Coppa d'Oceania 2002. Ha collezionato in totale, con la maglia della Nazionale, 8 presenze e una rete.

## Palmarès

### Club

#### Competizioni nazionali
- Campionato neocaledoniano di calcio: 1

Baco: 2006-2007